# Joseph Stallaert
Pour les articles homonymes, voir Stallaert.
Joseph Jean François Stallaert (né à Merchtem-en-Brabant le 19 mars 1825 et mort à Ixelles le 24 novembre 1903) est un peintre belge.
Prix de Rome belge en 1847, son champ pictural couvre la peinture d'histoire, les scènes de genre et les portraits. Stallaert est l'un des derniers représentants en Belgique de l'art académique auquel il demeure fidèle durant toute sa carrière.

## Biographie

### Famille et formation
Joseph Jean Stallaert est né à Merchtem le 19 mars 1825. Son père, Hendrik Stallaert (1779-1838), est boulanger, et sa mère, Catharina Janssens est vendeuse.
Son grand-père paternel, Franciscus (1751-1828), également boulanger, était accessoirement poète et amateur de littérature, notamment des dramaturges Jacob Cats et Joost van den Vondel.
Lorsque la famille s'installe à Bruxelles, son père décide que son fils unique se lancerait dans le monde des affaires. C'est pourquoi, deux ans après la mort de son père, Joseph Stallaert entre en apprentissage chez un patron, qui est un oncle du peintre paysagiste Edmond De Schampheleer (1824-1899).
Avec son aide, Stallaert peut commencer à réaliser son propre rêve : grâce à De Schampheleer, il est accepté dans l'atelier libre du peintre néo-classique François-Joseph Navez, où il suit des cours le matin. Le professeur le prend en affection et voit en lui un amoureux de la ligne, de la forme pure et correcte, davantage qu'un coloriste.
Il s'inscrit à l'Académie de dessin de Bruxelles en septembre 1839, mais se tournera finalement vers la peinture.
En 1841, il devient étudiant dans l'atelier de peinture et de dessin d'après modèles antiques sous la direction de Navez.
En 1844, il remporte le premier prix de dessin d'après nature et devient un an plus tard lauréat avec grande distinction en peinture d'histoire.
Ses premières toiles représentent L'aveugle et sa fille, Saint Michel combattant le diable, La Trinité ou encore Raphaël et la Fornarina.

### Carrière
Joseph Stallaert remporte, en 1845, le premier prix du concours de nature à l'Académie royale des beaux-arts de Bruxelles et, en 1846, celui de composition. Il remporte également, grâce à son tableau Judas jetant les deniers dans le temple le Prix de Rome belge en 1847, ce qui lui permet d'effectuer le voyage traditionnel dans cette ville et de séjourner dans quelques autres pays. Arrivé à Rome le 22 mai 1848, le même jour que Théodore Canneel, dont le talent pictural froid et gracieux exerce sur lui une grande influence. Stallert demeure en Italie jusqu'en 1852. Durant son séjour à Rome, il envoie à Bruxelles des œuvres dont Le berceau spartiate, Une harpiste et L'Ange de l'Apocalypse, tableau qu'il détruit ultérieurement. Stallaert fait la connaissance du peintre français Alexandre Cabanel et étudie notamment les Chambres de Raphaël au palais du Vatican, ce qui se reflétera plus tard dans son travail décoratif. Il visite également Naples et la ville de Pompéi, cité qui l'impressionne beaucoup. Ces découvertes lui inspirent La Grotte de Diomède, qui lui vaut une médaille d'or au salon de Bruxelles en 1860.
Jean-François Navez, très satisfait du prix de Rome décerné à son élève, est intervenu auprès de la ville de Bruxelles en proposant que Stallaert réalise un tableau pour l'Hôtel de Ville après son retour d'Italie. Le Conseil approuve cette demande le 15 décembre 1847 et en 1852 Stallaert livre sa toile La mort d'Everaert T'Serclaes. La même année, en 1852, Stallaert devient directeur de l'Académie des beaux-arts de Tournai,. Parmi ses élèves et disciples figurent Flori Van Acker, Amédée Lynen, Jean Delville, Marie Antoinette Marcotte et Rémy Cogghe.
Le 22 février 1865, Joseph Stallaert postule à la ville pour le poste de premier professeur de peinture et de dessin à l'Académie royale des beaux-arts de Bruxelles. D'autres artistes de renom se sont également mis en avant, notamment Charles Wauters, directeur de l'Académie de Malines, et Charles de Groux, connu pour ses peintures murales historiques dans la salle principale des halles aux draps de Ypres. C'est pourtant Joseph Stallaert qui est nommé premier professeur de dessin et de peinture d'après nature, le 2 octobre 1865. L'enseignement est sa véritable vocation. Cultivé, raffiné et aimable, il a des vues intéressantes sur l'art et cherche à inspirer à ses élèves l'amour du beau.
En 1870, avec Joseph van Severdonck et Alexandre Robert, il prend en charge l'atelier de peinture d'après nature et, à partir du 2 janvier 1884, il donne des cours de peinture à la demande de Portaels. Joseph Stallaert est également responsable du département des peintures décoratives à partir du 1er octobre 1886. L'enseignement ne l'absorbant pas exclusivement, Stallaert continue à produire ses travaux personnels et réalise notamment, en 1872, La mort de Didon qui reflète sa meilleure période picturale.
À la mort de Portaels, le 8 février 1895, se pose le problème de la succession du directeur de l'Académie de Bruxelles. Dans l'attente d'une décision finale du Conseil de l'Académie et du conseil municipal, Stallaert est nommé directeur par intérim au lendemain de la mort de Portaels. Trois mois plus tard, la décision est prise : ceux qui détenaient le titre de premier professeur se remplaceraient après un mandat de trois ans. L'âge déterminait l'ordre et comme Stallaert était l'aîné, le 30 juillet 1895 le Conseil de l'Académie le charge, non seulement de la direction de l'Académie, mais le nomme également premier professeur de peinture et de dessin d'après nature, en remplacement de Portaels et en échange de sa charge de peinture décorative de première classe, qui sera attribuée à Constant Montald après concours. Le mandat de Stallaert expire le 15 avril 1898 et le sculpteur Charles Van der Stappen lui succède.
Le conseil de la ville de Bruxelles ayant fixé à 70 ans la limite d'âge pour enseigner à l'Académie, Stallaert doit être remplacé. Après un concours, organisé pour tous ceux qui postulaient à ces postes clés de l'Académie, Isidore Verheyden est nommé premier professeur de peinture d'après nature et Herman Richir, premier professeur de dessin d'après nature. Stallaert prend sa retraite le 30 septembre 1900. Il meurt à Ixelles, en son domicile, no 20 rue des Chevaliers, à l'âge de 78 ans, le 24 novembre 1903.

## Influences
Joseph Stallaert a enseigné à de nombreux élèves, parmi lesquels : Pierre Abattucci, Constant De Busschere, Jules Cran, Armand De Beul, Jean Delville, James Ensor, Franz Gailliard, Hubert Glansdorff, André Hennebicq, Vital Keuller, Jacques Madyol, Marten Melsen, Lucien Rion, Flori Van Acker et Rodolphe Wytsman.
Stallaert est l'un des derniers représentants en Belgique de l'art académique issu de l'art néoclassique, réalisant de nombreuses scènes de genre. Se tenant sciemment à l'écart des mouvements picturaux qui se sont succédé en Belgique, il reste inébranlablement fidèle à son esthétique. Cependant, nombre de ses étudiants, surtout après 1880, ne suivent pas ces idéaux esthétiques longtemps après la fin de leurs études universitaires.

## Œuvres

### Caractéristiques
Admirateur de Raphaël, Stallaert reste fidèle à l'enseignement académique reçu, accordant la primauté de la ligne sur la couleur, ainsi que le démontre la Grotte de Diomède. L'historien et journaliste belge Lucien Solvay, rappelle : « Joseph Stallaert a exécuté aussi des portraits à Tournai et à Bruxelles. Traités consciencieusement, ils ne sont qu'honorables. En face de la simple nature, l'artiste semblait mal à l'aise de n'avoir pas à évoquer quelque jolie Pompéienne, quelque Romain somptueusement paré, ou la grâce empruntée d'une déesse symbolique; sa perpétuelle illusion se refusait à se détacher du passé lointain où il avait élu domicile. ». Solvay précise « Le talent de Stallaert s'exerça non sans bonheur dans plusieurs travaux décoratifs exécutés au palais du comte de Flandre (trois plafonds), à la Banque nationale de Bruxelles (plafond et quinze peintures dans la salle des fêtes) et au musée de Bruxelles (plafond du grand escalier). Il put donner là un libre cours à son goût pour l'allégorie ; et l'étude très consciencieuse qu'il avait faite des maîtres de la Renaissance, le dispensa d'y apporter la moindre originalité. Ce sont des œuvres agréablement meublantes et froides, d'une élégance banale. Mais le fait de les avoir conçues, entreprises et menées à bien, dans un pays où l'art décoratif était tombé dans un injuste discrédit, dont il ne s'est d'ailleurs pas relevé depuis, dénote une louable confiance et mérite la plus respectueuse admiration.. »
Dans un discours prononcé en 1894, Joseph Stallaert déplore la tendance de la jeune école à mépriser la tradition, à refuser de chercher dans le passé ses inspirations, pour lui préférer la modernité ; l'abandon de la peinture d'histoire était à ses yeux le signe manifeste d'une prompte décadence et d'un abaissement des esprits ; il exhortait le gouvernement et le roi à encourager l'essor de l'art monumental, du grand art, interprète de grandes pensées, d'actions grandes et nobles.

### Lieux de conservation
- Anvers, Musée royal des beaux-arts : Le peintre Constant Wauters (vers 1847) ;
- Bruxelles, Hôtel de Ville : La mort d'Everaert T'Serclaes (1860) ;
- Bruxelles, Banque Nationale (décoration du plafond)[8]
- Bruxelles, Musées royaux des Beaux-Arts de Belgique : La Mort de Didon (vers 1872) (265 x 412 cm)
- Bruxelles, Musée d'Ixelles
- Tournai, Musée des Beaux-Arts
- Gand, Musée des Beaux-Arts
- Merchtem, salle du conseil.

### Sélection
- Judas jetant les deniers dans le temple (prix de Rome belge, 1847) ;
- Le berceau spartiate (réalisé en Italie)[3] ;
- Une harpiste (réalisé en Italie) pour le salon de Bruxelles de 1851[3] ;
- L'Ange de l'Apocalypse (réalisé en Italie) pour le salon de Bruxelles de 1851[3] ;
- La mort d'Everaert T'Serclaes (salon de Bruxelles de 1854)[12] ;
- La dame à l'anneau d'or (salon de Bruxelles de 1854)[12] ;
- Une jeune mère jouant avec son enfant (salon de Bruxelles de 1854)[12] ;
- La Grotte de Diomède (salon de Bruxelles de 1860)[13] ;
- La Mort de Didon (vers 1872) ;
- Le dernier combat du gladiateur ;
- Le vase étrusque ;
- L'esclave et son enfant.

### Galerie

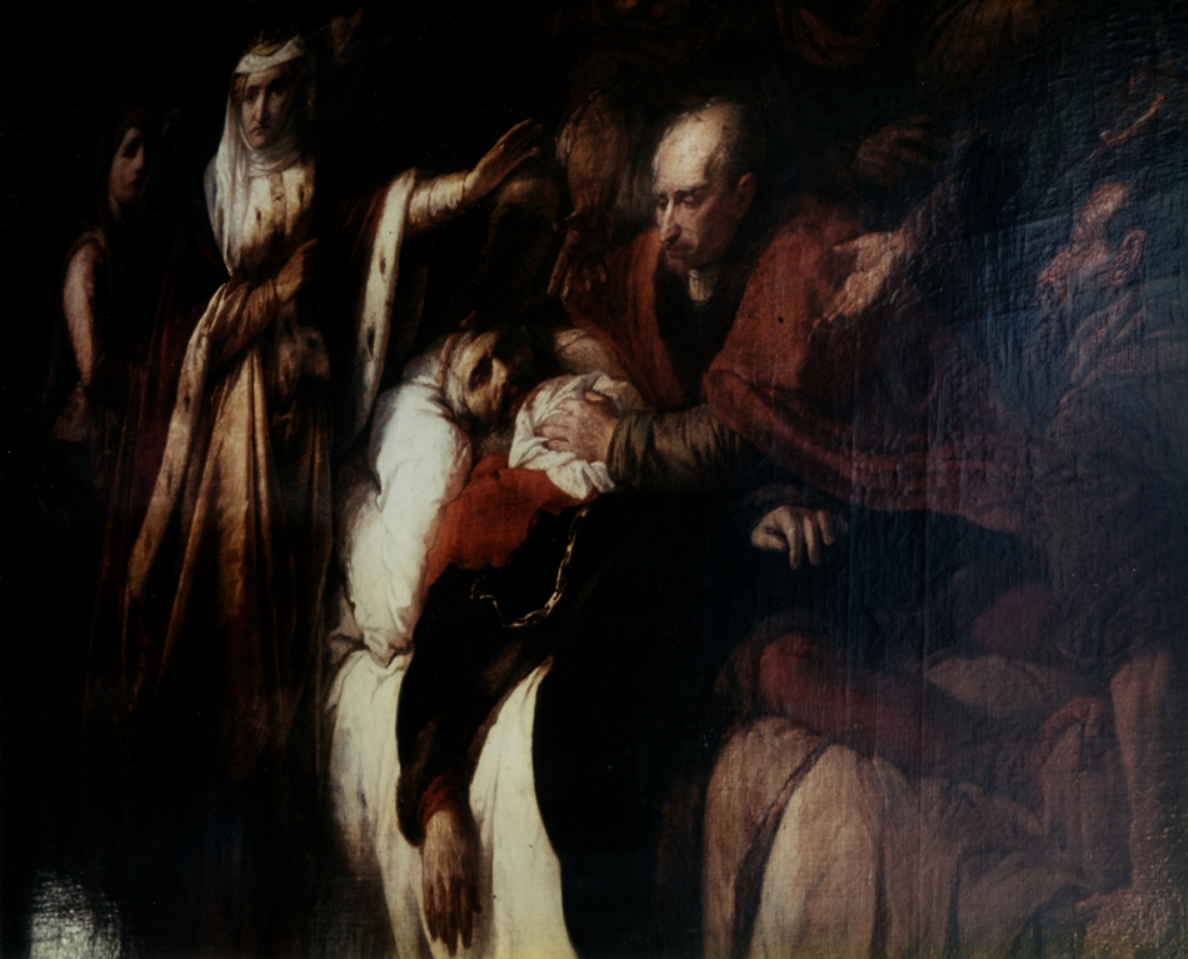
La mort d'Everaert T'Serclaes (1854).
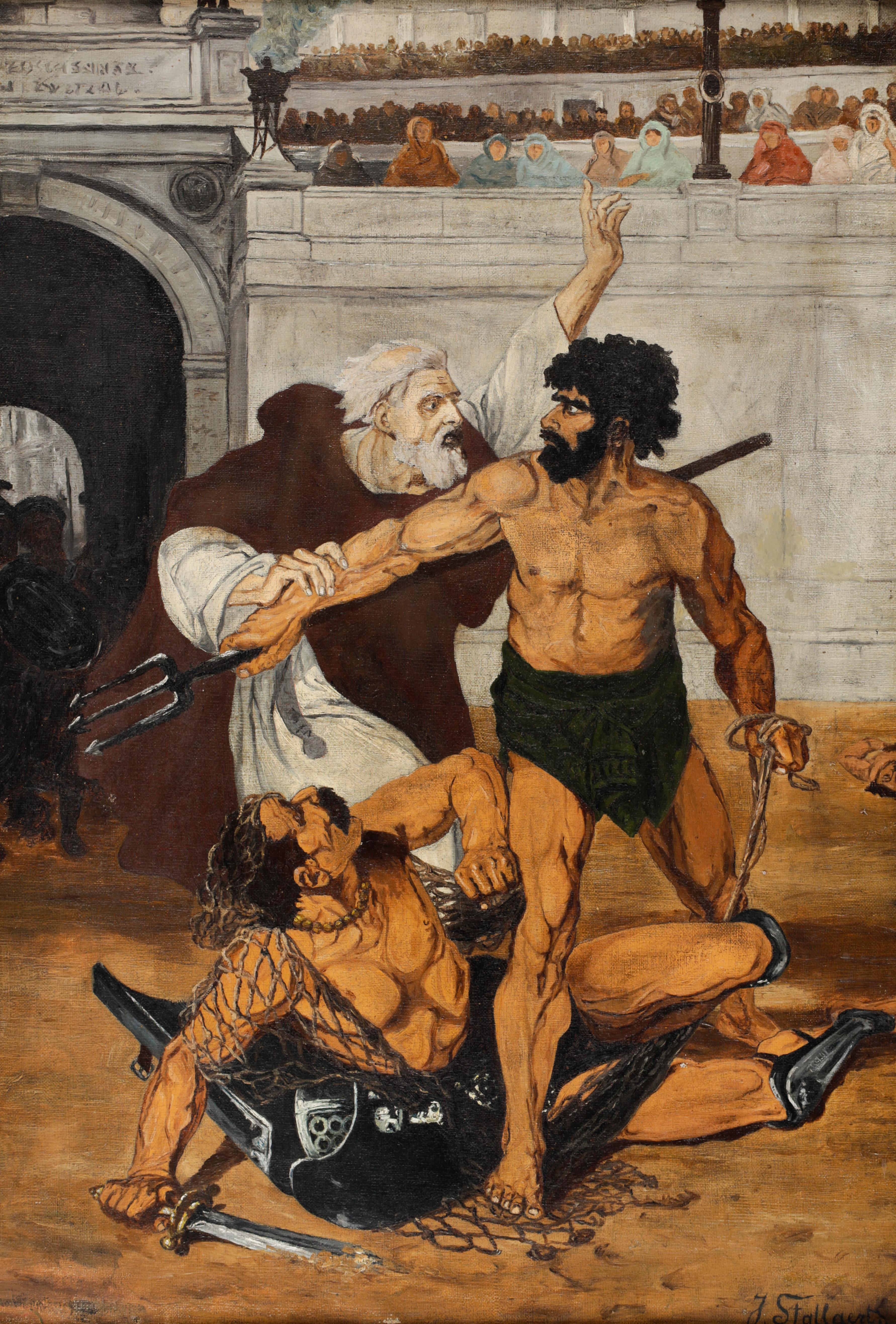
Le combat du gladiateur.
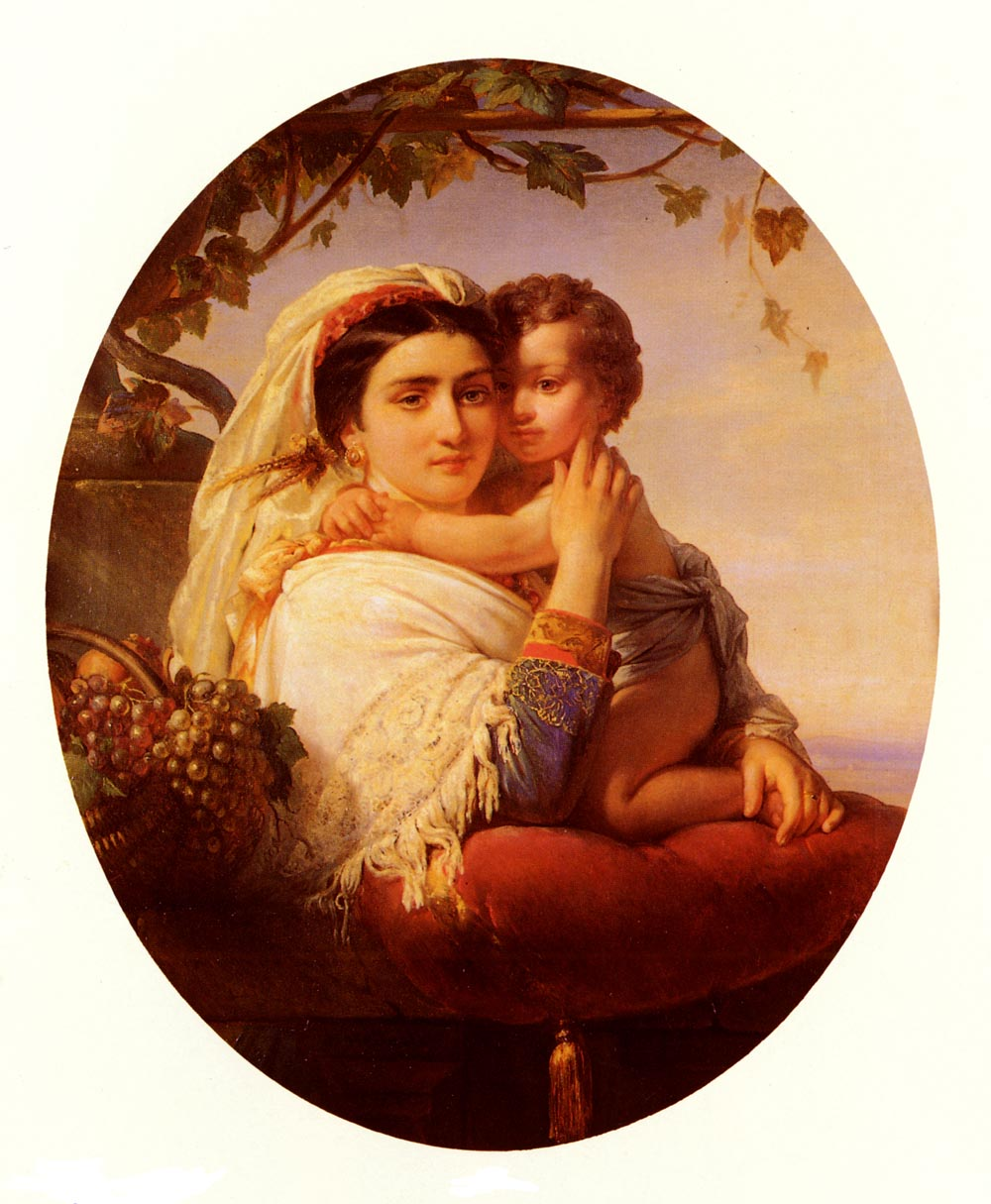
Maternité.
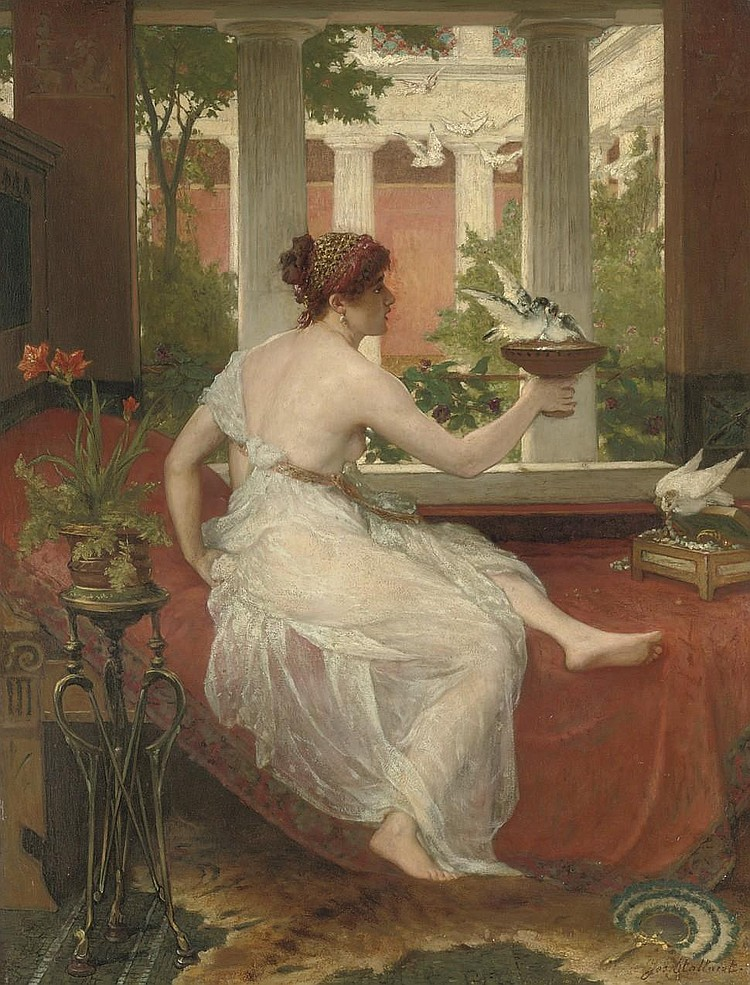
Les Colombes.
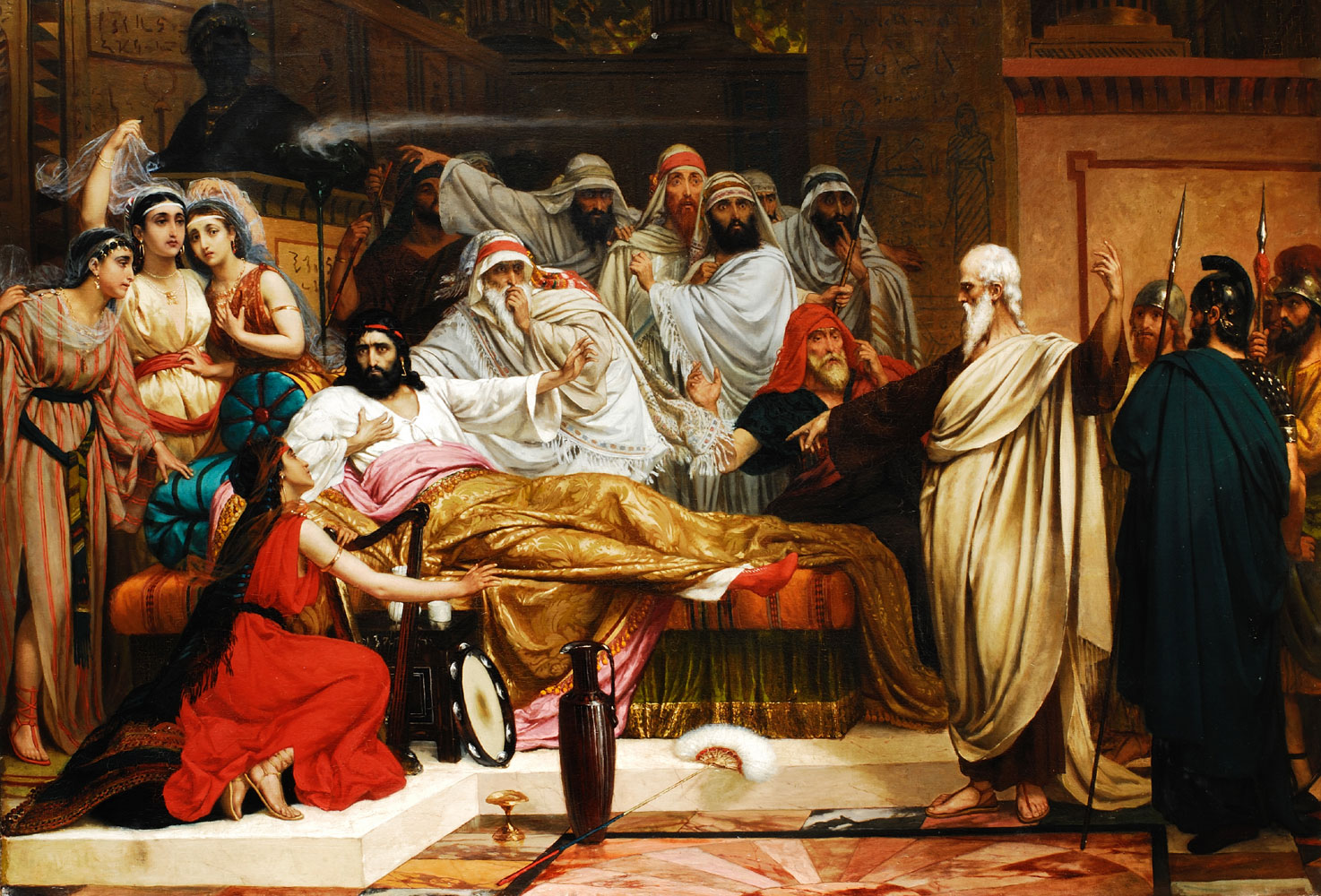
Le prophète Jérémie prédit au roi Sédécias que Jérusalem tombera.

## Honneurs
- Officier de l'ordre de Léopold (4 mai 1881)[14].